# Beleg, Madžarska
Beleg je vas na Madžarskem, ki upravno spada pod podregijo Nagyatádi Šomodske županije.